# Juliusturm
La Juliusturm (en español: Torre Julius o de Julio) es un antiguo Bergfried medieval, ubicado dentro de la ciudadela de Spandau, en el distrito homónimo de Berlín, en Alemania. Es la edificación más antigua de la ciudadela de origen renacentista, y una de las más antiguas de toda la ciudad que se hallan en pie. A lo largo de los siglos, esta estructura no ha sido requerida en su función original como torre defensiva. Sin embargo, adquirió notoriedad cuando, tras la guerra franco-prusiana de 1870/71, el naciente unificado Imperio alemán utilizó este lugar como un depósito seguro para almacenar los pagos de reparaciones de guerra francesas, por un total de cinco mil millones de francos oro. 
En la década de 1950, en el contexto de la Alemania Occidental, la Torre Julius adquirió un significado simbólico y político. En los debates públicos y políticos de la época, el término "Torre Julius" se utilizaba metafóricamente para referirse a los superávits presupuestarios del gobierno federal acumulados para financiar el rearme tras la Segunda Guerra Mundial.

## Historia
No se tiene una fecha exacta de la edificación de la torre. Sin embargo, se calcula que fue a comienzos del siglo xiii, durante la época del Margraviato de Brandeburgo, para cumplir funciones defensivas de la antigua fortaleza medieval. No fue hasta tres siglos más tarde que la torre fue incorporada como parte integral de la ciudadela. Debido a su ubicación estratégica, de fácil vigilancia fortificada y por su estructura de 44 metros de alto, con paredes que promedian 3,60 m de grosor, se convirtió en un espacio idóneo para almacenar tesoros de todo tipo, por lo que desde 1874 hasta 1919, fue el lugar destinado para resguardar el Tesoro de la Guerra Imperial (Reichskriegsschatz), acordado tras la celebración del Tratado de Fráncfort, otorgado por Francia al Imperio alemán como reparación y el cual estaba avaluado en 120 millones de marcos de oro alemanes.
En 1987 y gracias a una donación monetaria del Banco de Comercio e Industria de Berlín (Bank für Handel und Industrie AG), fue posible restaurar la torre y habilitarla para visitas turísticas.